# Lucrare de licență
Lucrarea de licență constă într-un proiect amplu de cercetare, redactat de studenții fiecărei facultăți la finalizarea studiilor universitare. Lucrarea se face sub îndrumarea unui cadru didactic coordonator, respectând, pe parcursul elaborării și prezentării acesteia, cerințele impuse de acesta. Lucrarea de licență urmărește să verifice atât capacitatea de discernământ intelectual a studentului/studentei, cât și disciplina și rigoarea modului de redactare și prezentare a acesteia.

## Structură
Lucrarea trebuie să fie clar și riguros organizată și să dovedească rațiunea științifică a candidatului. Ideile exprimate în lucrare trebuie să urmeze o cale logică și explicită. În acest sens, elementele de coerență și de coeziune ale textului trebuie utilizate în mod corect. Ideile se vor organiza în paragrafe, fiind redactate fără spațiu între ele. Pentru o expunere cât mai reușită, se va ține cont de faptul că nu fraza creează paragraful, ci ideea în sine.
Lucrarea de licență trebuie să fie structurată pe capitole și să includă următoarele elemente obligatorii:

### Coperta
Coperta lucrării de licență seamănă cu o copertă de carte. Aceasta conține următoarele elemente: numele universității și al facultății, localitatea, titlul "Lucrarea de licență", numele și funcția coordonatorului științific, numele absolventului, luna și anul de absolvire.
Titlul
Titlul trebuie astfel ales încât să informeze cât mai exact și mai complet conținutul lucrării respective. Titlul unei lucrări științifice presupune o seamă de restricții și exigențe: 
- să fie cât mai scurt.
- să informeze cât mai exact asupra conținutului lucrării, într-o manieră cât mai clară, dacă se poate fără ambiguități, care ar putea genera confuzii.
- să includă un cuvânt cheie, pentru că, pe bază acesuia, titlul să poată fi corect prelucrat în diverse baze de date.
- să precizeze, eventual printr-un subtitlu, limitele ale cercetării, publicul țintă etc.
- după finalizarea lucrării, e bine să verificăm în ce măsură titlul mai corespunde cu rezultatele cercetării noastre.

Pagina de titlu trebuie să conțină următoarele:
1. Numele universității, al facultății și al catedrei;
2. Titlul lucrării;
3. Nivelul de susținere al tezei (lucrare de licență);
4. Numele absolventului;
5. Anul realizării și localitatea

Atât pe copertă, cât și pe foaia de titlu, apar frecvent următoarele greșeli:
- dacă universitatea organizatoare are în denumire un nume propriu, acesta nu se pune între ghilimele;
- nu se respectă întotdeauna denumirea oficială, actuală a facultății respective;
- gradele didactice ale coordonatorilor sunt greșite sau incomplete;
- absența localității și a anului de susținere a licenței;
- scrierea cu majusculă a unor prescurtări

### Sumarul
Lucrarea de licență va avea poziționat, imediat după pagina de titlu, pagina cu Sumarul, care va conține titlurile tuturor capitolelor și subcapitolelor.

### Lista cu sigle și abrevieri
După Sumar urmează o listă cu siglele și abrevierile folosite, menite să ajute cititorul să parcurgă în mod eficient lucrarea de față. Avantajele tehnicii moderne permite inserarea unor materiale auxiliare, care pot argumenta și susține ideile și tezele expuse. Scopul unei asemenea liste este acela de a oferi o imagine de ansamblu asupra materialului auxiliar (grafice, diagrame, fotografii, etc.) utilizat în lucrare.

### Introducerea
Introducerea ar trebui extinsă pe aproximativ 2 pagini și să conțină motivația alegerii temei, gradul de noutate pe care îl aduce subiectul tratat, eventuale limite ale lucrării, avantaje și metodologia pentru care s-a optat.
Introducerea nu se numerotează ca un capitol separat, având statutul unei prefețe de carte.

### Cuprinsul
Cuprinsul constituie partea cea mai importantă a unei lucrări științifice. Fiind secvența cea mai amplă, tratarea trebuie să fie structurată, astfel încât să evidențieze cât mai bine contribuția originală a autorului la cercetarea respectivă. Subdiviziunile acestei părți pot avea dimensiuni diferite, de la un paragraf la un capitol. Ideile fiecărei subdiviziuni trebuie bine înlănțuite. Un lucru important de care trebuie să ținem seamă este acela de a nu ne pierde în detalii nesemnificative, care ar putea abate atenția cititorului de la subiectul principal al lucrării. Eventualele informații secundare pot fi evacuate în note de subsol, peste care un cititor mai puțin interesat de subiect poate trece cu ușurință.
Conținutul lucrării va fi structurat pe capitole, subcapitole și paragrafe numerotate crescător, în funcție de specificul textului. În general, o lucrare de licență trebuie să aibă între 3 și 10 capitole, iar fiecare capitol trebuie să aiba o secțiune de concluzii la final.
O posibilă formă de organizare ar fi următoarea:
- Capitolul I, II, III etc.

- Sectiunea 1, 2, 3 etc.

- 1, 2, 3 etc.

- A, B, C etc.

- a, b, c etc.

### Concluziile
Concluziile au un rol semnificativ în cadrul lucrării de diplomă, care trebuie valorificată la parametri maximi în momentul susținerii acesteia în fața comisiei. Aici trebuie prezentate, în câteva pagini, cele mai importante rezultate ale cercetării și modul în care aceste rezultate pot fi valorificate în viitor. 

### Bibliografia
Bibliografia este o secțiune foarte importantă a lucrării, care va fi studiată cu siguranță de către comisia care va evalua susținerea acesteia. Această secțiune va conține o listă a tuturor surselor de informație care au fost utilizate de către absolvent pentru redactarea lucrării în cauză.
Clasificarea bibliografiei. O lucrare științifică poate avea diverse tipuri de bibliografii, în funcție de profilul acesteia. 
Bibliografia generală consemnează toate lucrările aferente temei cercetate, chiar și unele pe care , din diverse motive, nu le-am putut consulta, dar simpla lor menționare denotă faptul că știm de existența lor. 
 De exemplu, dacă facem o cercetare despre fenomenul manipulării în presa românească, trebuie să întocmim o bibliografie generală cu tot ce s-a scris despre fenomenul manipulării în spațiul românesc și cel străin.  
Bibliografia specială se referă la lucrările consultate efectiv, din care s-au preluat unele citate sau doar anumite idei.  
Bibliografia signaletică este cea mai răspândită și se rezumă la prezentarea fișei cărții respective.  
Bibliografia analitică include, pe lângă descrierea bibliografică, și un scurt rezumat al lucrării consemnate.  
Bibliografia unui autor consemnează tot ce a scris autorul în cauză, respectiv tot ce s-a scris despre el. 

### Aparatul critic
Modul în care sunt redactate notele de subsol și referințele este foarte important pentru aspectul general al licenței. Notele și trimiterile bibliografice reprezintă o recunoaștere a cercetărilor efectuate anterior, chiar dacă raportarea la rezultatele acestora poate avea, pe alocuri, nuanțe polemice.
Importanța indicelui într-o lucrare științifică. Aidoma bibliografiei, indicele de nume proprii, de cuvinte sau expresii este un accesoriu deosebit de important al unei lucrări științifice.
 Redactarea indicelui este o operație extrem de migăloasă, care solicita răbdare și perseverență din partea cercetătorului, precum și un larg orizont cultural. De multe ori, indicele este alcătuit de altă persoană decât autorul, persoană al cărei nume nu apare totdeauna menționat. Alteori, autorul indicelui este menționat, în semn de recunoaștere a migăloasei munci depuse. 

### Indicele de nume
Indicele de nume este o marcă a modului profesionist în care a fost elaborată lucrarea de licență. "D. Russo spunea în acest sens: "De la edițiuni de texte mai cu seamă nu trebuie să lipsească niciodată un indice de citate și unul de mărturii [...], un indice de cuvinte necunoscute, rare sau interesante dintr-un punct de vedere oarecare și unul gramatical și, în fine, un indice de nume proprii și de lucruri (Russo, 1912, p.83)." 
Orice fel de indice ar fi, pe baza acestuia se pot găsi informații deosebit de utile, într-un timp foarte scurt, despre o anumită personalitate, localitate sau temă care ne interesează.

#### Redactarea indicelui
În general, redactarea unui indice presupune trei pași:
- inventarierea numelor de autori, localități, cuvinte, etc.
- ordonarea alfabetică a acestora
- ordonarea numerică

### Anexele
Anexele includ materiale care pot completa ideile și ipotezele lucrării, la unele dintre ele făcându-se referire pe parcursul lucrării.
Sub fiecare anexă trebuie precizată sursa de unde a fost preluat documentul respectiv.
Anexele nu se numerotează ca un capitol distinct.

## Măsură radicală
După ce ministrul educației Mircea Dumitru a semnat un ordin ce stabilește că diploma de licență se poate obține după una sau două probe, la alegerea facultăților, cu aprobarea Senatului, Facultatea de Drept a Universității din București a renunțat la lucrările de licență realizate pentru absolvirea studiilor, deoarece controlul antiplagiat este prea scump, softurile și bazele de date având prețuri de zeci de mii de dolari. În plus, acestea nu garantează că filtrează 100% eventualele fraude.